# Tonghua
Tonghua (cinese: 通化; pinyin: Tōnghuà) è una città-prefettura della Cina nella provincia dello Jilin.

## Suddivisioni amministrative
- Distretto di Dongchang
- Distretto di Erdaojiang
- Meihekou
- Ji'an
- Contea di Tonghua
- Contea di Huinan
- Contea di Liuhe

## Amministrazione

### Gemellaggi
- Magadan